# Fonderie Pantelić
La fonderie Pantelić (en serbe cyrillique : Ливница Пантелић ; en serbe latin : Livnica Pantelić) est située à Belgrade, la capitale de la Serbie, dans la municipalité urbaine de Zemun. En raison de sa valeur architecturale et historique, ce bâtiment, construit en 1854, figure sur la liste des monuments culturels de grande importance de la république de Serbie et sur la liste des biens culturels de la ville de Belgrade.

## Présentation
L'atelier de serrurerie Pantelić, située 15 rue Lagumska (anciennement rue Gajeva), a été créé en 1854. Il est ensuite devenu une fonderie spécialisée dans la coulée de cloches et la fabrication d'horloges pour les tours-clochers. Le bâtiment le plus ancien de la fonderie a été reconstruit en 1926 et de nouvelles façades de style historicisant furent dessinées par l'architecte Josif Marks, originaire de Zemun. Une partie des outils et des objets conservés dans la fonderie ont été transférés au musée de la ville de Belgrade.

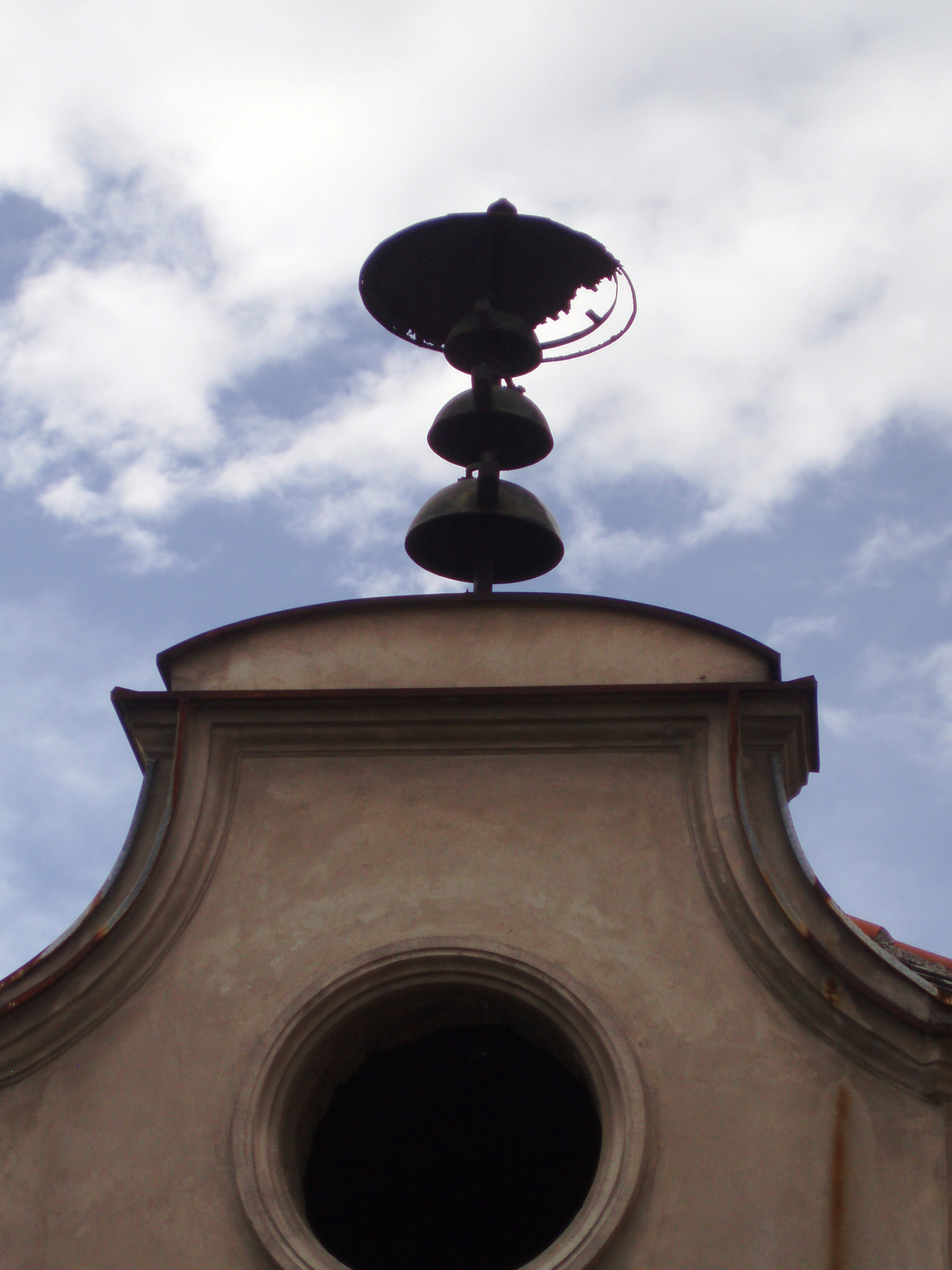
Détail de la façade d'angle